# Sandy Alcántara
Sandy Alcántara Montero (San Juan de la Maguana), 7 de septiembre de 1995) es un lanzador dominicano, que pertenece a la organización de los Miami Marlins en las Grandes Ligas (MLB).

## Primeros años de vida
Alcántara nació en San Juan de la Maguana en la República Dominicana. Es uno de 11 hijos. Cuando tenía 11 años, sus padres lo enviaron a vivir con una hermana mayor en la capital, Santo Domingo, donde podría estudiar para la escuela y asistir a la práctica de béisbol. Abandonó la escuela en octavo grado para concentrarse en una carrera de béisbol.

## Carrera profesional

### St. Louis Cardinals

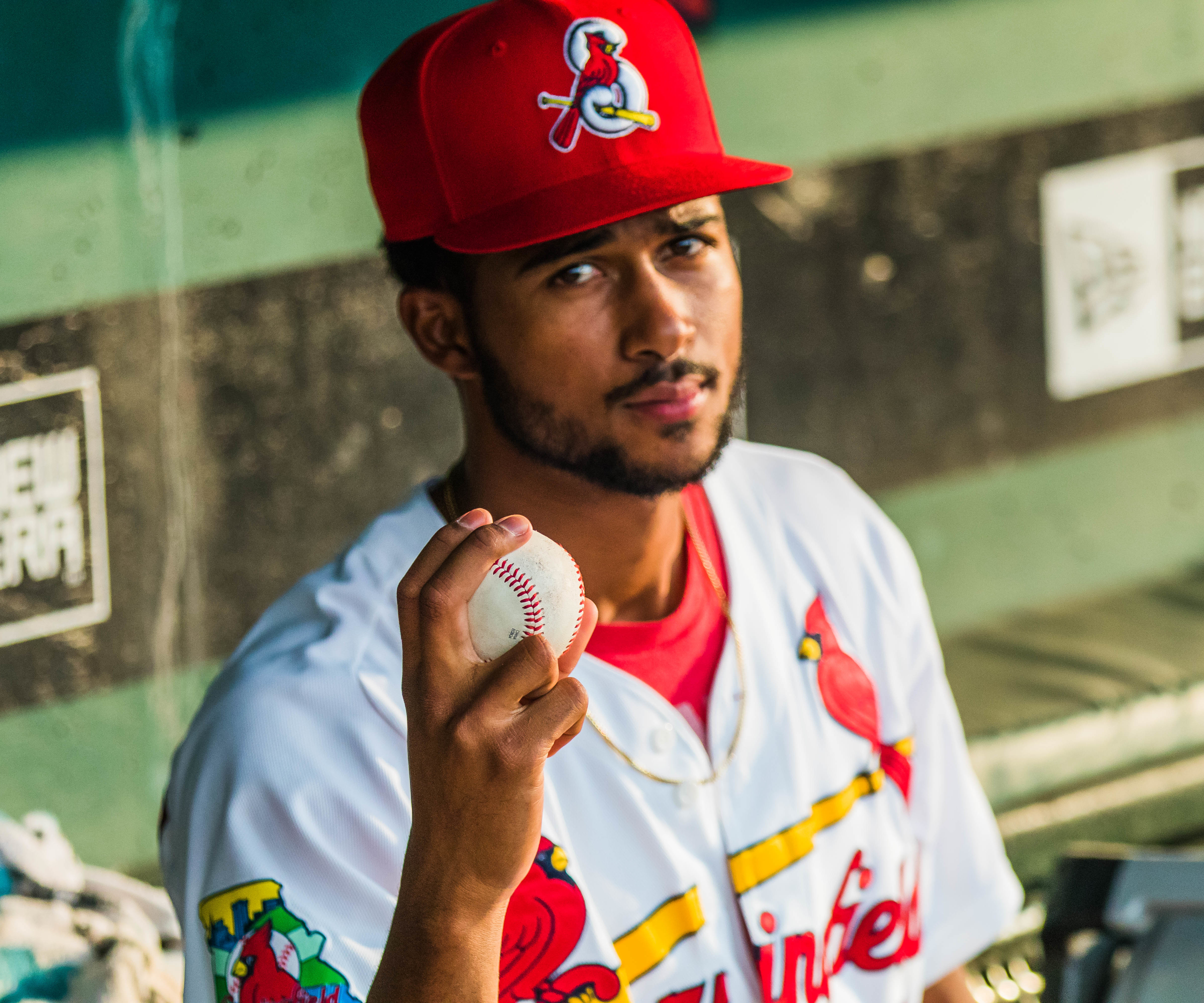
Alcántara
con los Springfield Cardinals en 2017

In July 2013, at age 17, En julio de 2013, a los 17 años, Alcántara firmó con los St. Louis Cardinals como agente libre internacional. Hizo su debut profesional en 2014 con los Cardinals de la Liga Dominicana de Verano y pasó toda la temporada allí, con marca de 1-9 y efectividad de 3.97 en 12 juegos (11 aperturas). Pasó el 2015 con los Gulf Coast Cardinals, donde lanzó con un récord de 4-4 y una efectividad de 3.22 en 12 juegos como titular, y comenzó el 2016 con los Peoria Chiefs. Durante una apertura en mayo empató el récord de los Chiefs con 14 ponches. Fue ascendido a los Cardenales de Palm Beach en julio de 2016. Terminó la temporada 2016 con un récord combinado de 5-11 con efectividad de 3.96 en 23 juegos iniciados entre ambos clubes.
Alcántara comenzó 2017 con los Springfield Cardinals. Después de lanzar a un récord de 7-5 y una efectividad de 4.31 mientras ocupaba el cuarto lugar en la liga en bases por bolas y liderarla con 20 lanzamientos descontrolados en 125.1 entradas, el máximo de su carrera, los Cardinals lo ascendieron a las ligas mayores el 1 de septiembre de 2017. Después de la temporada, los Cardenales asignaron a Alcántara a los Sorpresa Saguaros de la Liga de Otoño de Arizona (AFL), donde fue seleccionado para el Juego de Estrellas de Otoño. Lanzó 15 entradas en total en la AFL, terminando la temporada con cinco juegos iniciados, un récord de 1-2 y una efectividad de 4.20.

### Miami Marlins

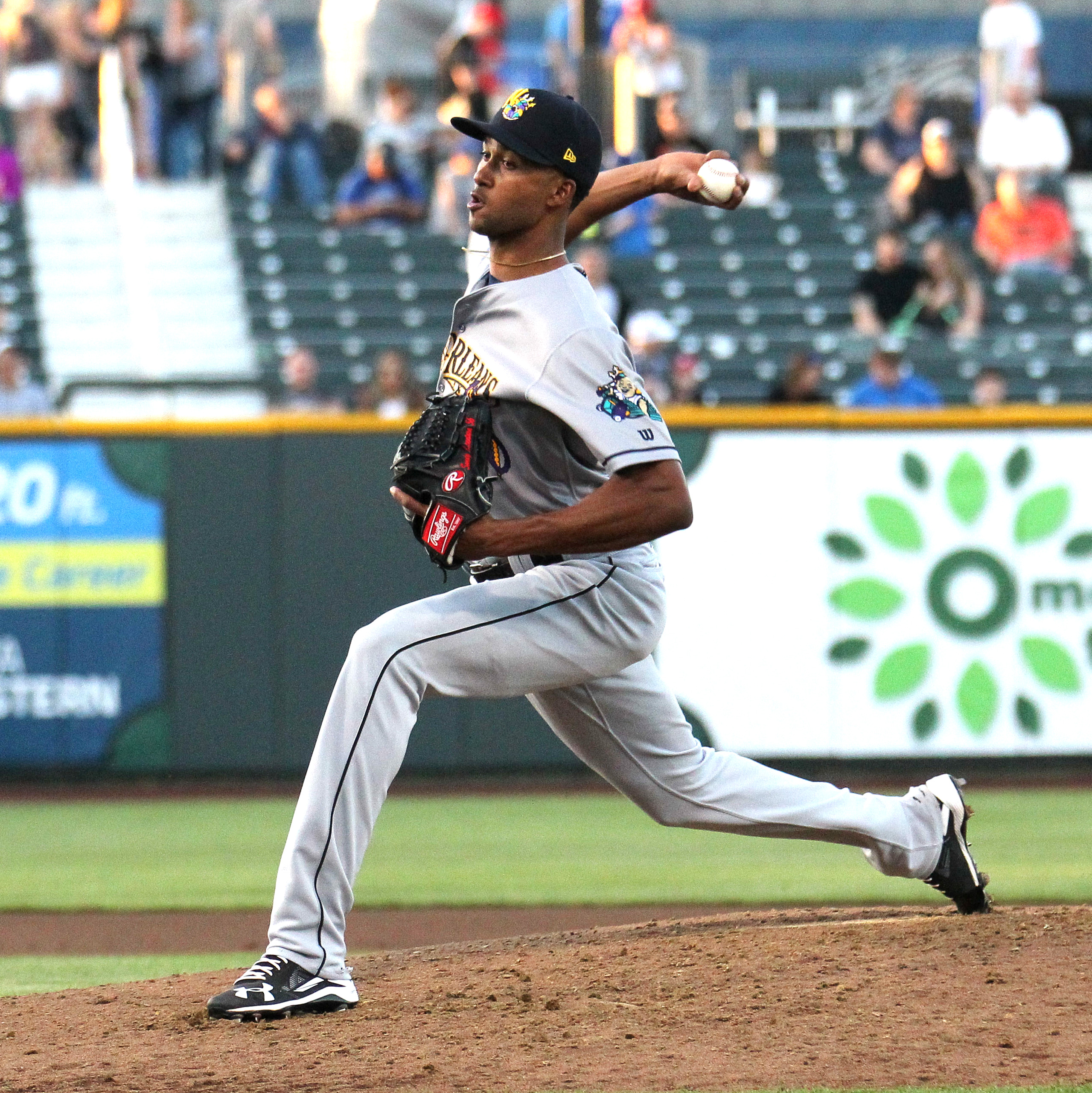
Alcántara con los New Orleans Baby Cakes en 2018

El 14 de diciembre de 2017, los Cardinals cambiaron a Alcántara, junto con Magneuris Sierra, Zac Gallen y Daniel Castano a los Miami Marlins por Marcell Ozuna. MLB.com clasificó a Alcántara como el tercer mejor prospecto de Miami de cara a la temporada 2018.. Comenzó el 2018 con los New Orleans Baby Cakes, y fue llamado por Miami el 28 de junio. Hizo su debut con los Marlins el 29 de junio como lanzador abridor , lanzando cinco entradas en las que permitió una carrera en tres. hits y cinco bases por bolas mientras ponchó a dos, obteniendo la victoria cuando Miami derrotó a los Mets de Nueva York 8–2. Fue colocado en la lista de lesionados de 10 días por una infección en la axila derecha. El 19 de mayo de 2019, Alcántara lanzó la primera blanqueada de su carrera, un Maddux de 89 lanzamientos y dos hits contra los Mets de Nueva York.
Alcántara fue el único jugador de los Miami Marlins nombrado para el Juego de Estrellas de las Grandes Ligas de Béisbol de 2019. Lanzando la octava entrada, se retiró del lado. Terminó la temporada con un récord de 6-14 y una efectividad de 3.88 sobre 197+1 ⁄ 3 entradas en 32 aperturas, liderando la Liga Nacional en derrotas y blanqueadas.
En la temporada 2020 acortada, Alcántara tuvo marca de 3-2 con efectividad de 3.00 en 42 entradas.
Alcántara posee récords de franquicia de los Marlins de más entradas lanzadas por un novato y más entradas lanzadas y ponches por un jugador nacido en República Dominicana. El 28 de noviembre de 2021, los Marlins firmaron a Alcántara con una extensión de contrato por valor de $ 56 millones, rompiendo el récord del contrato más grande para un lanzador bajo el control del equipo con menos de cuatro años de servicio establecido por Carlos Martínez.
En 2022 tuvo marca de 14-9 con efectividad de 2.28 en 32 aperturas cubriendo 229.2 entradas, y lideró las ligas mayores en bases robadas de segundos permitidos, con 24.
El 16 de noviembre de 2022 fue electo como ganador del Premio Cy Young de la Liga Nacional de forma unánime, y a la vez convirtiéndose en el tercer dominicano en alzarse con el premio

## Estilo de lanzamiento
La velocidad de la bola rápida de Alcántara generalmente se encuentra entre 97 y 99 millas por hora, con un máximo de alrededor de 101 mph. Utiliza una bola rápida de cuatro costuras y una plomada, que posee un movimiento vertical y horizontal superior al promedio. Sus lanzamientos secundarios son el cambio (velocidad promedio de 89 mph), slider (86 mph) y curva (82 mph), aunque su uso de la curva es escaso.

## Filantropía
En asociación con la Fundación Giving Much More (GMM) y The Baseball Club. Alcántara organizó múltiples eventos de recaudación de fondos en 2019 para recolectar equipos de béisbol para jóvenes desfavorecidos en su República Dominicana natal. Esto incluyó el primer torneo de béisbol benéfico anual "Softball with the Sandman" en su cumpleaños número 24.
Tras culminar su temporada 2019, Alcántara viajó a República Dominicana para entregar la equipación directamente a los niños.